# Lucien Millevoye

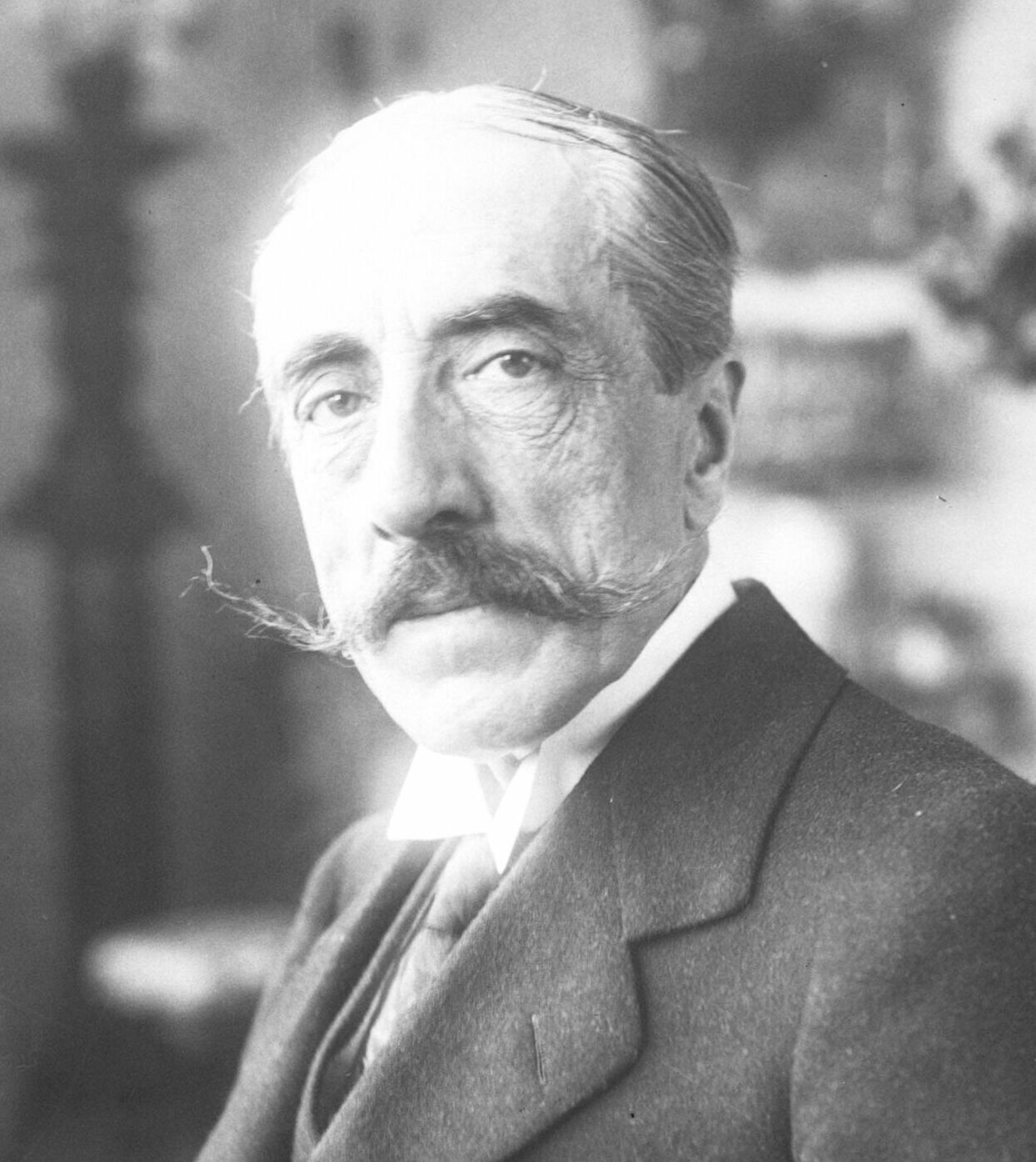
Lucien Millevoye

Lucien Millevoye (* 1. August 1850 in Grenoble; † 25. März 1918 in Paris) war ein französischer Journalist und Politiker.

## Leben
Millevoye war der Enkel des Dichters Charles Hubert Millevoye und der Sohn eines Appellationsgerichtspräsidenten. 1872 bis 1875 arbeitete er als Anwalt in Lyon und war dort von 1875 bis 1880 Mitglied der Stadtverwaltung. Er trat wegen der Vertreibung des Jesuitenordens aus Frankreich von seinem Amt zurück und widmete sich anschließend erfolgreich dem politischen Journalismus.
Bald wurde er Vertrauter des Generals Georges Boulanger und arbeitete an der Programmatik der Boulangisten mit, die einen Vergeltungskrieg gegen Deutschland forderten. 1889 kandidierte er erfolgreich als Abgeordneter der Abgeordnetenkammer für die Groupe boulangiste im Département Somme. 1889 griff er öffentlich Georges Clemenceau an und behauptete, dieser sei ein englischer Agent. Danach war Millevoye gezwungen, sein Abgeordnetenmandat niederzulegen.
Bis heute bekannt blieb er durch seine damals geheim gehaltene Beziehung zu der irischen Nationalistin und Feministin Maud Gonne. Diese hatte er 1887 als Kurierin an den russischen Zarenhof gesandt, um für ein französisch-russisches Bündnis gegen Deutschland zu werben. Aus der Beziehung, wegen der er seine Frau Adrienne verließ, gingen der früh verstorbene Sohn Georges (1892–1894) und die Tochter Iseult Gonne (1894–1954) hervor, die schon in jungem Alter von vielen Literaten verehrt und umworben wurde, u. a. von Ezra Pound, Lennox Robinson (irischer Dramatiker, 1886–1958), Liam O’Flaherty und William Butler Yeats, der vielfach auch als Iseults Vater galt. Gemeinsam traten Millevoye und Maud Gonne für die Rückgewinnung Elsass-Lothringens und die irische Unabhängigkeit ein. 1899 oder 1900 ging die Beziehung zu Ende.
Millevyoe gab 1898 die französischsprachige irisch-nationalistische Zeitung L'Irlande Libre heraus. Er wurde als Chefredakteur der  nationalistischen und antisemitischen, von dem irischstämmigen bonapartistischen Politiker Edmond Archdeacon finanzierten Zeitung La Patrie zu einem der Hauptbeteiligten in der Dreyfus-Affäre. Am 21. November 1896 duellierte er sich mit dem Korrespondenten der Frankfurter Zeitung,  Paul Goldmann; das Duell endete glimpflich. 1898 wurde er in Paris als Abgeordneter des 16. Arrondissements gewählt und blieb dies bis zu seinem Tod. Von 1898 bis 1902 gehörte er der Kammer der antisemitischen Fraktion Groupe antijuif Édouard Drumonts an.